# La Celle (Cher)
La Celle é uma comuna francesa na região administrativa do Centro, no departamento de Cher. Estende-se por uma área de 12,8 km². Em 2010 a comuna tinha 351 habitantes (densidade: 27,4 hab./km²).